# Billbergia brachysiphon
Billbergia brachysiphon é uma espécie de planta do gênero Billbergia.  

## Taxonomia
A espécie foi descrita em 1951 por Lyman Bradford Smith.  Apesar de ser encontrada no Brasil,  espécime tipo está localizado no Herbário Nacional dos Estados Unidos.